# Mónaco en los Juegos Olímpicos de Sarajevo 1984
Mónaco estuvo representado en los Juegos Olímpicos de Sarajevo 1984 por un deportista masculino que compitió en esquí alpino.
El portador de la bandera en la ceremonia de apertura fue el esquiador alpina David Lajoux. El equipo olímpico monegasco no obtuvo ninguna medalla en estos Juegos.